# Distorção (álbum)
Distorção é o sexto álbum de estúdio da banda Fruto Sagrado, lançado em 2005.
Caracterizado como o disco mais pesado da banda, a obra procurou, segundo a banda, responder os questionamentos do disco anterior, O que na Verdade Somos, tratando de distorções do ser humano que o impedem de ter um contato perfeito com uma divindade. A música "O Preço" causou polêmica, por sua letra indiretamente direcionada ao ex-integrante Bênlio, que disse em um fórum: "Ao que li da letra de "O Preço", não é bem a mensagem que eu esperava ouvir do Marco e do Bene, os autores". Outra canção controvérsa é a faixa "Vai Acabar", que teve o refrão final modificado no album por conta das linhas na versão demo, que foram consideradas ofensivas pela MK. É o último trabalho de Marcão como vocalista da banda. Segundo o cantor, é o seu disco preferido do Fruto Sagrado.
O disco, no geral, recebeu boas críticas. Um resenhista do Super Gospel definiu o disco como "um dos melhores discos de rock já produzido no país (se não o melhor)". O autor do portal não-religioso Universo Musical, por sua vez, afirmou: "fãs do Fruto Sagrado, podem continuar balançando a cabeça. ‘Distorção’ é rock na veia". Em contrapartida, O Propagador definiu o disco como "triunfalista" e que "as letras nunca soaram tão desconexas com o espírito de uma banda cristã".

## Faixas
Todas as músicas por Bene, Sylas e Marcão, exceto onde anotado.
1. "Quase"
2. "O Preço"
3. "Quanto Tempo Ainda Tenho"
4. "Vai Acabar"
5. "Bateu Asas e Sumiu"
6. "Superman" (Bene, Marcão, Sylas e Alexandre Carvalho)
7. "Primo do Macaco"
8. "A Volta dos que não Foram" (Bene, Marcão, Sylas e Alexandre Carvalho)
9. "A Prece" (Bene, Marcão, Falcon e Sylas)
10. "Vontade Solta"

## Ficha técnica
| Críticas profissionais | Críticas profissionais |
| Avaliações da crítica  | Avaliações da crítica  |
| Fonte                  | Avaliação              |
| ---------------------- | ---------------------- |
| Super Gospel           | (favorável)            |
| Universo Musical       | (favorável)            |
| Casa Gospel            | (favorável)            |
| O Propagador           | [ 4 ]                  |

Banda
- Marcão - vocais
- Bene Maldonado - guitarra, baixo, produção musical, arranjos, programação, engenharia de som, mixagem, masterização
- Sylas Jr. - bateria, produção musical, técnico de estúdio

Músicos convidados
- Francisco E. Falcon - baixo em "A Prece", "Quanto Tempo Ainda Tenho" e "Superman"
- Ernani Maldonado - locução em "Primo do Macaco"
- Gerê Jr. - técnico de estúdio
- Henri Passos - vocal thrash em "Vai Acabar"
- Ricardo Amado - violino
- Daniel Albuquerque - violino
- Jairo Diniz - viola
- Ricardo Santoro - violoncelo

Projeto gráfico
- Alexandre Gustavo - fotos e projeto gráfico